# Бурков, Георгий Иванович
Гео́ргий Ива́нович Бурко́в (при рождении Бу́рков; 31 мая 1933, Пермь, РСФСР, СССР — 19 июля 1990, Москва) — советский актёр театра и кино, кинорежиссёр, сценарист. Заслуженный артист РСФСР (1980).

## Биография
Георгий Бурков родился 31 мая 1933 года в Перми. Окончил школу № 11 и среднюю школу № 49. Уже тогда мечтал о сцене, однако не был принят ни в одно театральное училище. Четыре раза приёмная комиссия отклоняла кандидатуру Буркова из-за дефекта речи — невнятной дикции. В 1952—1956 годах учился на юридическом факультете Пермского государственного университета. В 1955—1958 годах учился в вечерней студии при Пермском драматическом театре. Служил в театрах таких городов, как Пермь, Кемерово, Березники и другие.
С 1965 года по приглашению главного режиссёра Бориса Львова-Анохина стал актёром драматического театра имени К. С. Станиславского. В 1970—1971 годах — артист «Современника». В 1980—1984 годах — артист МХАТа имени М. Горького. В 1984—1987 годах — артист театра им. А. С. Пушкина. В 1987—1988 годах — артист МХАТа имени М. Горького под руководством Т. В. Дорониной.
С 1988 года — художественный руководитель Центра культуры имени В. М. Шукшина. Мечтал о режиссёрской карьере. Был близким другом Василия Шукшина. Вместе они вынашивали планы по созданию собственного театра (рабочее название — Русский народный театр). Свою сказку «До третьих петухов» Шукшин писал по просьбе и при непосредственном участии Буркова, специально для его дебютной постановки в качестве режиссёра. Бурков первым обнаружил тело друга в день его смерти. Выступил соавтором сценария документального фильма «Василий Шукшин. Посмотри в глаза мне» (1989).
В 1980 году удостоен почётного звания «заслуженный артист РСФСР».

### Смерть
Георгий Бурков должен был играть роль президента в фильме Эльдара Рязанова «Небеса обетованные», но, даже не успев получить сценарий, он сломал ногу. По словам самого режиссёра, «кто-то из нашей съёмочной группы пошутил: „Так ведь президент у нас хромой. Бурков и сыграет его на костылях“». Хоть операция и прошла успешно, но через два дня, 19 июля 1990 года артист умер на 58-м году жизни, диагноз — тромбоэмболия легочной артерии. Похоронен в Москве на Ваганьковском кладбище (участок № 13).

### Семья
Отец — Иван Григорьевич Бу́рков (24 февраля 1905 — 21 декабря 1977), главный механик Пермского машиностроительного завода имени В. И. Ленина (работал там с 1930-х годов), был награждён орденом Красной Звезды и медалями. Мать — Мария Сергеевна Гоголева (7 апреля 1909 — 17 июня 1997), дочь крестьянина из Набережных Челнов.
Жена — Татьяна Сергеевна Ухарова (род. 19 апреля 1946), заслуженная артистка РФ, актриса театра и кино, в 1968 году окончила Театральное училище им. Б. В. Щукина, играла во МХАТе, актриса театра им. К. С. Станиславского. Автор книги «Хроника сердца», выпущенной в память о муже.
Дочь — Мария Буркова (род. 21 мая 1966), актриса театра и кино, в 1988 году окончила Школу-студию МХАТ имени В. И. Немировича-Данченко, с 1990 года — актриса Московского драматического театра им. К. С. Станиславского, была замужем за сыном Петра Вельяминова Сергеем Вельяминовым, с которым развелась, будучи беременной.

## Творчество
В 1998 году вышла книга «Хроника сердца» с записями Г. И. Буркова, подготовленными к печати его женой Татьяной Ухаровой.
В 2020 году «Культурный центр имени Г. И. Буркова» выпустил книгу «Дневники, размышления, сюжеты».

### Роли в театре

#### Пермский академический театр (1962)
- 1962 — «Клоп» В. Маяковского — Маяковский

#### Кемеровский театр драмы
- 1964 — «Вишнёвый сад» А. П. Чехова — Яша

#### Московский театр «Современник»(1968—1971)
- 1968 — «Всегда в продаже» В. П. Аксёнова. Постановка О. Ефремова — Папа Принцкер
- 1969 — «Мастера» Рачо Стоянова, Режиссер: Вилли Цанков — Тихол
- 1970 — «С вечера до полудня» В. С. Розова; постановщик — О. Н. Ефремов — Жарков
- 1971 — «Тоот, другие и майор» И. Эркеня. Постановка В. Алова и В. Наумова — Ассенизатор

#### Московский драматический театр им. К. С. Станиславского(1965—1969, 1971—1980)
- 1966 — «Анна» — Рябой
- 1967 — «Серафим, или Три главы из жизни Крамольникова» — Крамольников
- 1967 — «Доктор Стокман» Г. Ибсена
- 1967 — «Маленький принц» А. де Сент-Экзюпери; постановщик — Екатерина Еланская — Лис
- 1968 — «Живой труп» Л. Н. Толстого — Фёдор Протасов
- 1968 — «Записки сумасшедшего» Н. В. Гоголя — Поприщин
- 1971 — «Альберт Эйнштейн» Н. Ф. Погодина — Альберт Эйнштейн
- 1975 — «Волки и овцы» А. Н. Островского, реж. Леонид Варпаховский — Аполлон Мурзавецкий
- 1976 — «Первый вариант Вассы Железновой» М. Горького; постановщик — А. А. Васильев — Степан
- 1977 — «Два веронца» Уильяма Шекспира, постановка Юрия Мочалова — Ланс, слуга-шут Протея

#### Московский Художественный театр имени А. П. Чехова(1980—1987)
- 1981 — «Волоколамское шоссе» по повести А. А. Бека, режиссёр: В. Н. Шиловский — генерал Панфилов
- 1981 — «Так победим!» М. Ф. Шатрова, режиссёр: О. Н. Ефремов — Бутузов
- 1982 — «Украденное счастье» И. Я. Франко, режиссёр: Р. Г. Виктюк — Микола Задорожный
- 1984 — «Господа Головлёвы» М. Е. Салтыкова-Щедрина, режиссёр: Л. А. Додин — Степан Головлёв

#### Московский драматический театр имени А. С. Пушкина
- 1984 — «Луна в форточке» Р. К. Феденёва, М. А. Булгакова, постановка Бориса Морозова — Беламот
- 1985 — «Иван и Мадонна» А. И. Кудрявцева, постановка Бориса Морозова — Иван

#### МХАТ имени М. Горького под руководством Т. В. Дорониной(1988)
- 1988 — «Старая актриса на роль жены Достоевского» Э. С. Радзинского, постановка Р. Г. Виктюка — Он

### Фильмография
| Год  |     | Название                           | Роль                                                       |
| ---- | --- | ---------------------------------- | ---------------------------------------------------------- |
| 1966 | ф   | Хмырь                              | Хмырь                                                      |
| 1967 | ф   | Начало неведомого века             | студент                                                    |
| 1967 | ф   | Зося                               | Семёнов                                                    |
| 1968 | ф   | Зигзаг удачи                       | Петя, ретушёр                                              |
| 1969 | ф   | Каратель                           | Никос                                                      |
| 1969 | ф   | Наши знакомые                      | контрабандист                                              |
| 1969 | ф   | Семейное счастье                   | Иван Васильевич Ломов                                      |
| 1970 | ф   | Освобождение                       | сержант                                                    |
| 1970 | ф   | Случай с Полыниным                 | Грицко, зам. командира авиаполка                           |
| 1971 | кор | Петрухина фамилия                  | Имя персонажа не указано                                   |
| 1971 | ф   | Старики-разбойники                 | Фёдор Фёдорович Федяев, начальник Мячикова                 |
| 1971 | ф   | Егор Булычов и другие              | Алексей Достигаев                                          |
| 1972 | ф   | Печки-лавочки                      | Виктор Александрович («Конструктор»), поездной вор         |
| 1972 | ф   | Летние сны                         | Галушко                                                    |
| 1973 | ф   | Человек на своём месте             | Гавриил Бобров (дядя Гоша), дядя Семёна                    |
| 1973 | ф   | Цемент                             | Митька                                                     |
| 1973 | ф   | Города и годы                      | сторож                                                     |
| 1974 | ф   | Калина красная                     | Губошлёп, главарь воровской «малины»                       |
| 1974 | ф   | Самый жаркий месяц                 | сталевар                                                   |
| 1974 | ф   | День приёма по личным вопросам     | рабочий-монтажник                                          |
| 1974 | ф   | С весельем и отвагой               | Горшенин                                                   |
| 1974 | ф   | Птицы над городом                  | бульдозерист                                               |
| 1974 | мтф | Рассказы о Кешке и его друзьях     | Николай Евдокимович, участковый милиционер                 |
| 1975 | ф   | Они сражались за Родину            | Александр Копытовский, рядовой                             |
| 1975 | ф   | Шире шаг, маэстро!                 | Морозов, кладовщик                                         |
| 1975 | тф  | Ирония судьбы, или С лёгким паром! | Миша, друг Жени                                            |
| 1976 | ф   | Подранки                           | Сергей Погарцев, старший брат                              |
| 1976 | ф   | Кадкина всякий знает               | Кузьма Кадкин                                              |
| 1976 | ф   | Крестьянский сын                   | Андрей Петраков, комиссар                                  |
| 1977 | ф   | Смешные люди!                      | человек под зонтом (нет в титрах)                          |
| 1977 | ф   | Так начиналась легенда             | Алексей Иванович Гагарин, отец Юрия                        |
| 1977 | мтф | Хождение по мукам                  | Сапожков                                                   |
| 1977 | ф   | Служебный роман                    | Жора, завхоз                                               |
| 1977 | тф  | Нос                                | квартальный надзиратель                                    |
| 1977 | ф   | Беда                               | Николай Маслаков                                           |
| 1977 | ф   | Сумка инкассатора                  | Александр Александрович Санин                              |
| 1978 | ф   | Степь                              | Вася                                                       |
| 1978 | ф   | Блажной                            | Матвей Петрович                                            |
| 1978 | ф   | Отец Сергий                        | купец                                                      |
| 1978 | ф   | Человек, которому везло            | Владимир Алексеевич Ишутин, геолог                         |
| 1979 | тф  | Соседи                             | Никита Тыркич                                              |
| 1979 | ф   | Добряки                            | Гордей Кабачков                                            |
| 1979 | ф   | Молодость № 1                      | Колька                                                     |
| 1979 | кор | Мужчины и женщины                  | молодой холостяк-архитектор                                |
| 1979 | ф   | Гараж                              | Виталий Кузьмич Фетисов, техник НИИ                        |
| 1979 | ф   | Взлёт                              | Рокотов                                                    |
| 1980 | ф   | Амнистия / Троянский конь          | Григорий Иванович Соловейчик, работник фабрики игрушек     |
| 1980 | ф   | Пани Мария                         | Иван Анисимович Пётух                                      |
| 1980 | ф   | Ключ                               | Ерохин, капитан милиции                                    |
| 1980 | тф  | Старый Новый год                   | Павел Петрович, тесть Себейкина                            |
| 1980 | тф  | О бедном гусаре замолвите слово    | Артюхов (Егорыч), слуга Мерзляева                          |
| 1980 | ф   | Сергей Иванович уходит на пенсию   | Виктор, сын Сергея Ивановича                               |
| 1981 | ф   | Из жизни отдыхающих                | Аркадий Павлович, повар-«дипломат»                         |
| 1981 | ф   | Отставной козы барабанщик          | Гаврила Степанович Чупрун, сантехник                       |
| 1981 | ф   | Фортуна                            | Имя персонажа не указано                                   |
| 1982 | ф   | Красиво жить не запретишь          | дядя Бодрова                                               |
| 1982 | ф   | Свидание с молодостью              | Пронин                                                     |
| 1982 | ф   | Нас венчали не в церкви            | мужик на телеге                                            |
| 1982 | мтф | Профессия — следователь            | Борис Иванович Антонов, следователь                        |
| 1983 | ф   | Срок давности                      | Ноздрёв                                                    |
| 1984 | ф   | Граждане Вселенной                 | Лектор планетария                                          |
| 1984 | ф   | Жестокий романс                    | Робинзон, он же актёр Аркадий Счастливцев                  |
| 1984 | ф   | Гостья из будущего                 | Алик Борисович, врач / Крыс в его образе                   |
| 1985 | ф   | Огни                               | чиновник, друг Популаки                                    |
| 1985 | ф   | Зимний вечер в Гаграх              | Фёдор, заведующий баром                                    |
| 1985 | ф   | Осторожно — Василёк!               | Вячеслав Тимофеевич, директор школы                        |
| 1985 | ф   | Салон красоты                      | Иван                                                       |
| 1986 | ф   | Борис Годунов                      | Варлаам                                                    |
| 1987 | ф   | Байка                              | Жора Сорокароссийский                                      |
| 1987 | ф   | Башня                              | Саня                                                       |
| 1987 | ф   | Импровизация на тему биографии     | отец Платонова                                             |
| 1987 | ф   | Кувырок через голову               | Николай Митрофанович                                       |
| 1987 | ф   | Прощай, шпана замоскворецкая…      | отец Богдана                                               |
| 1988 | ф   | Двое и одна                        | Всеволод Иванович Фролов                                   |
| 1988 | ф   | Дорогое удовольствие               | снабженец                                                  |
| 1988 | ф   | Ёлки-палки!                        | участковый                                                 |
| 1990 | ф   | Убийство свидетеля                 | Евгений Евгеньевич Крайников, глава преступной организации |

#### Киножурнал «Фитиль»
| Год  |     | Название                      | Роль                                    |
| ---- | --- | ----------------------------- | --------------------------------------- |
| 1968 | кор | Знакомый рубль (№ 78)         | фотограф                                |
| 1974 | кор | Алиби (№ 144)                 | следователь                             |
| 1975 | кор | Короткий разговор (№ 164)     | рабочий                                 |
| 1977 | кор | Надёжный способ (№ 183)       | Степан Матвеевич, начальник мастерской  |
| 1977 | кор | Мания величия (№ 184)         | посетитель гостиничного ресторана       |
| 1978 | кор | Вирус благодарности (№ 188)   | продавец                                |
| 1979 | кор | Без взаимности (№ 209)        | сосед                                   |
| 1980 | кор | Крепкий обычай (№ 213)        | рабочий                                 |
| 1981 | кор | Опасная болезнь (№ 227)       | пациент                                 |
| 1981 | кор | Рекордное поголовье (№ 228)   | рабочий                                 |
| 1981 | кор | Ароматные шины (№ 234)        | Пал Палыч, заведующий лабораторией      |
| 1982 | кор | Условный рефлекс (№ 238)      | Дима, электрик                          |
| 1984 | кор | Не к добру (№ 260)            | сослуживец                              |
| 1984 | кор | Временный парадокс (№ 264)    | служащий                                |
| 1984 | кор | Старинный рецепт (№ 266)      | пациент                                 |
| 1984 | кор | Мёртвый сезон (№ 267)         | продавец кваса                          |
| 1984 | кор | Чужак (№ 268)                 | продавец                                |
| 1985 | кор | Показательный мешок (№ 274)   | человек с мешком                        |
| 1985 | кор | Искатели счастья (№ 275)      | устраивающийся на работу                |
| 1985 | кор | Цена улыбки (№ 278)           | Вадим Сергеевич, начальник              |
| 1988 | кор | Правдолюбец (№ 312)           | покупатель туфель                       |
| 1990 | кор | Беспокойное хозяйство (№ 337) | Павел Петрович Ребров, человек с баяном |

#### Озвучивание мультфильмов
| Год  |    | Название                           | Роль                              |
| ---- | -- | ---------------------------------- | --------------------------------- |
| 1980 | мф | Мореплавание Солнышкина            | Вася                              |
| 1980 | мф | Трям! Здравствуйте!                | Медвежонок                        |
| 1980 | мф | Акаиро                             | Ханасака                          |
| 1981 | мф | Котёнок Филя и...                  | Волшебник                         |
| 1981 | мф | Зимняя сказка                      | Медвежонок                        |
| 1981 | мф | Кот Котофеевич                     | Кот                               |
| 1981 | мф | До свидания, овраг                 | Чёрный пёс                        |
| 1982 | мф | Жил-был пёс                        | Пёс                               |
| 1982 | мф | Осенние корабли                    | Медвежонок                        |
| 1983 | мф | Чебурашка идёт в школу             | Продавец                          |
| 1983 | мф | Удивительная бочка                 | Медвежонок                        |
| 1985 | мф | Сказочка про козявочку             | читает текст                      |
| 1985 | мф | Остров капитанов                   | Пират                             |
| 1985 | мф | Рикэ-Хохолок                       | Имя персонажа не указано          |
| 1985 | мф | Чужая шуба                         | от автора                         |
| 1986 | мф | Ара, бара, пух!                    | Гномики                           |
| 1986 | мф | Банкет                             | Василий Петрович, хозяин квартиры |
| 1986 | мф | Лапочка                            | от автора                         |
| 1986 | мф | Фунтик и сыщики                    | бегемот Шоколад                   |
| 1986 | мф | Новоселье у Братца Кролика         | Братец Лис                        |
| 1988 | мф | Влюбчивая ворона                   | Волк                              |
| 1988 | мф | Доверчивый дракон                  | Дворник                           |
| 1988 | мф | Кошка, которая гуляла сама по себе | Мужчина / Собака                  |
| 1989 | мф | Пропала совесть                    | от автора                         |

#### Режиссёр
- 1987 — Байка (совместно с Германом Лавровым)
- 1990 — Киножурнал «Фитиль». Беспокойное хозяйство (№ 337)

#### Автор сценария
- 1989 — Василий Шукшин. Посмотри в глаза мне (документальный, совместно с Германом Лавровым)

#### Телеспектакли
- 1979 — Дачная жизнь — Петя Козявкин
- 1984 — Волоколамское шоссе — генерал И. В. Панфилов
- 1985 — Кто-то должен — Константин Селянин
- 1986 — Ваша дочь Александра — Михаил Петрович
- 1986 — Потомству верное предание (моноспектакль)

#### Озвучивание художественных фильмов
- 1976 — Жизнь и смерть Фердинанда Люса — роль Виктора Камаева
- 1978 — Мой ласковый и нежный зверь — Поликарп, слуга Камышева (роль Валерия Соколоверова)
- 1981 — Василий и Василиса — текст от автора

## Память
В Перми семья Бурковых сначала жила на улице Пушкина, потом получила квартиру в доме № 111 на улице Уральской. На этом доме сейчас установлена мемориальная доска Георгию Буркову и его отцу Ивану.
30 ноября 2016 года образ Г. Буркова увековечен в скульптурной композиции «Они сражались за Родину» по мотивам одноимённого фильма, установленной перед зданием Минобороны России на Фрунзенской набережной.
В июне 2018 года в Перми в общественном парке (сквере) на улице Революции, расположенном на территории жилого комплекса «Гулливер», был установлен памятник Георгию Буркову. Автор памятника — пермский скульптор Алексей Залазаев. В мае 2021 года городской общественный совет по топонимике поддержал инициативу компании-застройщика о присвоении скверу имени Георгия Буркова.
Творчеству и памяти актёра посвящены документальные фильмы и телепередачи:
| Год  | Телепередача                                                  | Телеканал                              |
| ---- | ------------------------------------------------------------- | -------------------------------------- |
| 1993 | «Незнакомый Бурков. Письма к другу»                           | «Культурный центр имени Г. И. Буркова» |
| 1997 | «Чтобы помнили. Георгий Бурков»                               | «ОРТ»                                  |
| 2003 | «Острова. Георгий Бурков»                                     | «Культура»                             |
| 2004 | «Пёстрая лента. Георгий Бурков. Другая жизнь Георгия Буркова» | «Первый канал»                         |
| 2005 | «Мой серебряный шар. Георгий Бурков»                          | «Россия»                               |
| 2005 | «Двойная жизнь Георгия Буркова»                               | «Первый канал»                         |
| 2006 | «Как уходили кумиры. Георгий Бурков»                          | «ДТВ»                                  |
| 2008 | «Георгий Бурков. „Гамлет советского кино“„                    | “ТВ Центр»                             |
| 2008 | «Ирония судьбы Георгия Буркова»                               | «Первый канал»                         |
| 2008 | «Больше чем любовь. Георгий Бурков и Татьяна Ухарова»         | «Культура»                             |
| 2013 | «Георгий Бурков. „Ироничный Дон Кихот“»                       | «Первый канал»                         |
| 2017 | «Георгий Бурков. „Легенды кино“„                              | “Звезда»                               |
| 2019 | «Георгий Бурков. „Последний день“»                            | «Звезда»                               |
| 2019 | «Раскрывая тайны звёзд. Георгий Бурков»                       | «Москва Доверие»                       |
| 2020 | «Ирония судьбы. С любимыми не расставайтесь…»                 | «Первый канал»                         |